# سیریوس (اسطوره)
در اسطوره‌شناسی یونانی، اسطوره‌شناسی روم و دین یونان باستان، سیریوس (یونانی باستان: Σείριος، ت. «Seírios») ایزد و تجسم ستارهٔ شباهنگ (سیریوس) است که به نام «ستارهٔ سگ» نیز شناخته می‌شود، درخشان‌ترین ستارهٔ آسمان شب و برجسته‌ترین ستارهٔ صورت فلکی سگ بزرگ.
در متون یونانی و رومی باستان، شباهنگ به‌عنوان ستاره‌ای سوزان و آورندهٔ گرمای تابستانی توصیف می‌شود، ستاره‌ای درخشان که گرمای خورشید را تشدید می‌کند.

## ریشه‌شناسی
واژهٔ باستانی یونانی Σείριος به فعل σείω (seíō) به‌معنای «درخشیدن، جرقه زدن» مرتبط شده و دارای ریشه‌شناسی هندواروپایی است. با این حال، فورنه آن را با واژهٔ τίριος (tírios)، واژه‌ای کرتنی برای تابستان، مقایسه کرده که در صورت صحت، نشان می‌دهد این واژه پیشا-یونانی است.

## توصیف
تبار ایزدی سیریوس به‌طور کامل در متون کهن مشخص نیست. در تئوگونیا اثر هزیود، او ائوس، ایزدبانوی سپیده‌دم، و همسرش آسترائوس، ایزد ستارگان، را به‌عنوان والدین همهٔ ستارگان معرفی می‌کند، اگرچه این توصیف بیشتر به ستارگان سرگردان (سیارات) اشاره دارد.
سیریوس برای نخستین بار به‌طور مستقیم در کارها و روزها اثر هزیود نام برده می‌شود، هرچند او به‌طور غیرمستقیم در ایلیاد هومر نیز اشاره می‌شود، جایی که درخشندگی او به‌عنوان استعاره‌ای برای زره‌های درخشان سربازان به کار می‌رود و در بخش دیگری به‌عنوان ستاره‌ای شوم و خبر از مرگ هکتور در نبرد با آشیل می‌دهد.
آپولونیوس رودسی او را «درخشان و زیبا اما تهدیدآمیز برای گله‌ها» توصیف می‌کند، و هر دو آراتوس و کوینتوس از سمیرنا از طلوع او همراه با خورشید (ایزد هلیوس) سخن می‌گویند.
در اشعار استاتیوس، او به‌عنوان ستاره‌ای سوزان که زمین را با حرارت خود می‌سوزاند، توصیف می‌شود:
| Tempus erat, caeli cum torrentissimus axis incumbit terris ictusque Hyperione multo acer anhelantes incendit Sirius agros. | هنگامه‌ای بود که گنبد سپهر، سوزان‌ترین فروغ خویش بر زمین می‌افکند، و شباهنگ، ستارهٔ سگ، با فروغ آتشین هیپریون (خورشید) بر آن می‌تازید، و بی‌گذشت، کشتزارهای از نفس افتاده را می‌سوزاند. |

شباهنگ و طلوع آن در آسمان در ماه‌های ژوئیه و اوت از دیرباز با گرما، آتش و تب در فرهنگ یونانی پیوند داشت. این ستاره که به‌عنوان «ستارهٔ سگ» نیز شناخته می‌شود، به دلیل جایگاهش در صورت فلکی سگ بزرگ چنین نامی دارد.
در متون یونانی و رومی باستان، شباهنگ (سیریوس) گاهی به‌عنوان ستاره‌ای سرخ توصیف می‌شد، در حالی که در واقع یک ستارهٔ سفید-آبی است.

## اسطوره‌شناسی

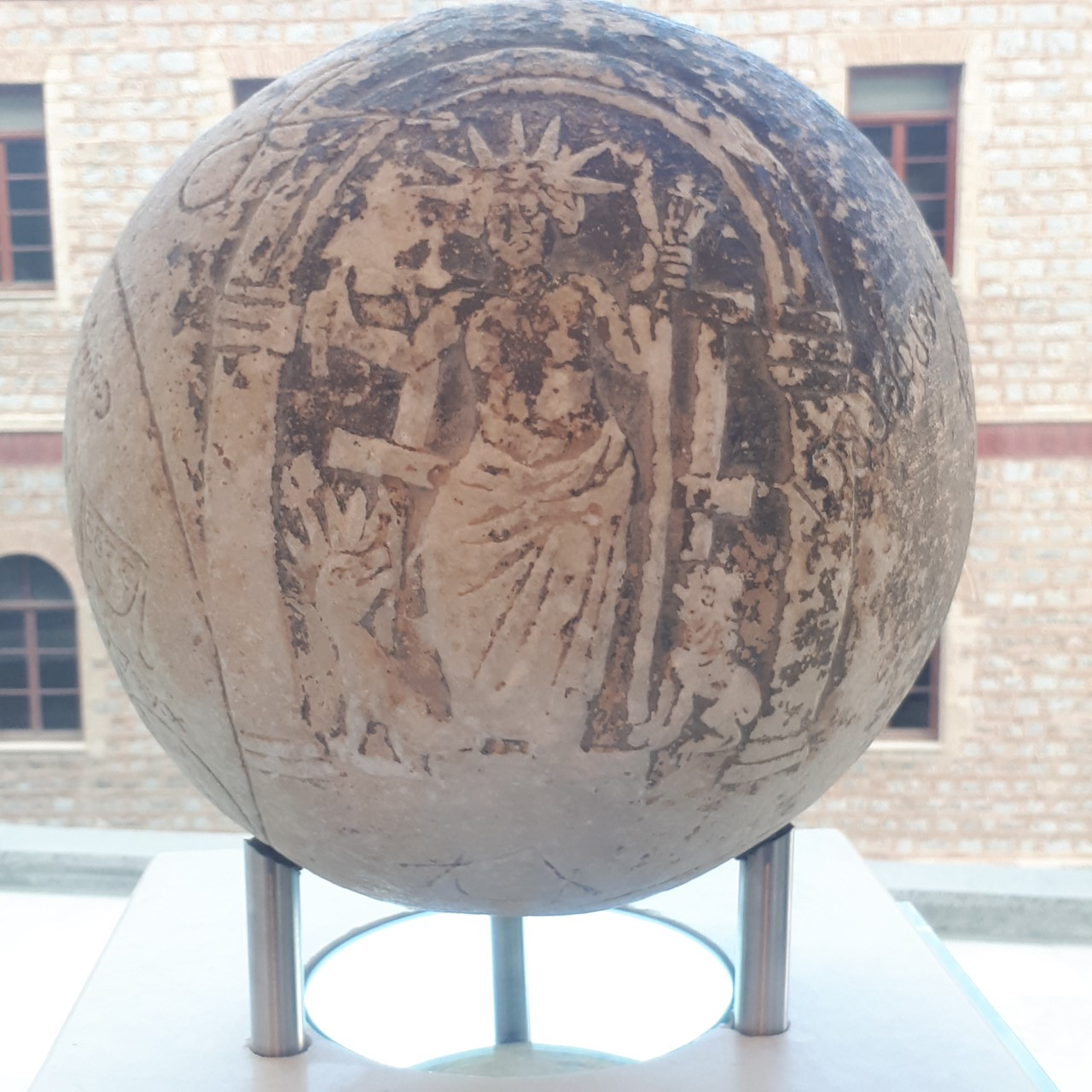
کرهٔ جادویی با تصویر هلیوس؛ سگ‌ها به‌نظر می‌رسد که نمادهای سیریوس و پروکیون باشند، موزه آکروپولیس، آتن.

در یکی از روایت‌های کمتر شناخته‌شده، زمانی که ستارگان بر زمین گام می‌نهادند، سیریوس برای انجام مأموریتی به زمین فرستاده شد. در آنجا با اوپورا، ایزدبانوی میوه‌ها و گذار میان تابستان و پاییز، آشنا شد و دیوانه‌وار به او دل باخت. اما او نتوانست با اوپورا باشد و از روی خشم شعله‌هایش را سوزان‌تر کرد.
آدمیان که از گرمای شدید رنج می‌بردند، به درگاه خدایان زاری کردند.
آنگاه بورئاس، ایزد باد شمالی، به پسران خود فرمان داد که اوپورا را نزد سیریوس بیاورند، و خود با تندبادهای سرد و یخ‌زننده زمین را خنک کرد.
از آن پس، سیریوس هر تابستان، در زمان برداشت محصول، به یاد این رویداد و عشق بزرگش، با حرارت سوزان می‌درخشید و این‌گونه گرمای مشهور «روزهای سگ» تابستان به این ستاره نسبت داده می‌شد.
این داستان به‌طور کلی به‌عنوان روایتی از نمایشنامهٔ گمشده‌ای با نام اوپورا اثر آمفیس، نمایشنامه‌نویس آتن در دوران کمدی میانه، دانسته می‌شود. همچنین اثر مشابهی با همین نام از الکسیس، معاصر آمفیس، وجود داشته است. این روایت شباهت زیادی به داستان جوانی به نام فایتون، پسر ایزد خورشید هلیوس، دارد که برای یک روز ارابهٔ خورشید پدرش را می‌راند و با آن زمین را به آتش می‌کشد، تا جایی که همهٔ طبیعت به درگاه زئوس برای رهایی نیایش می‌کنند.
در روایت اوریپید از این داستان، هلیوس در سفر فایتون با او همراه می‌شود و بر اسبی به نام سیریوس سوار می‌شود.
سیریوس همچنین با شکارچی جاودان شکارچی (اسطوره) پیوند دارد. پس از آنکه شکارچی توسط عقربی که گایا برای مجازات او فرستاده بود، کشته شد، خدایان (اغلب آرتمیس یا زئوس) او را به آسمان منتقل کردند و او را به صورت شکارچی درآوردند، جایی که همیشه همراه سگ وفادارش بود، که در آسمان به‌شکل سیریوس (و صورت فلکی سگ بزرگ) ظاهر شد. این باور احتمالاً از این واقعیت ناشی می‌شود که سیریوس و صورت فلکی شکارچی در آسمان با هم دیده می‌شوند و گویی آن دو به شکار خرگوش (صورت فلکی) یا روباه تئومسیان می‌پردازند.

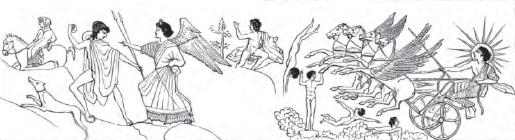
این نگاره از یک گلدان یونانی سدهٔ پنجم پیش از میلاد، برداشتی اسطوره‌ای از طلوع خورشید (هلیوس) و دیگر چهره‌های آسمانی را نشان می‌دهد: زوجی در سمت چپ سفال، سفالوس و ائوس (اسطوره) هستند. سفالوس به‌نظر می‌رسد که صورت فلکی شکارچی را نمایندگی می‌کند و سگ در پای او احتمالاً نماد سیریوس است.

 سیریوس همچنین با نام ماِیرا (یونانی باستان: Μαῖρα، ت. «Maira») شناخته می‌شود که یکی دیگر از نام‌های ستارهٔ سگ در دوران باستان بود.
در اسطوره، مایرا سگ ایکاریوس بود، پیرمردی آتنی که هنر شراب‌سازی را از دیونیزوس (باکوس) آموخته بود. وقتی ایکاریوس شراب را به دیگر آتنیان داد، آن‌ها به دلیل مستی ناشی از شراب او را به مسمومیت متهم کرده و او را کشتند. دخترش اریگونه، که با راهنمایی مایرا جسد پدرش را یافت، خود را به دار آویخت. دیونیزوس سپس هر سه را به آسمان برد، جایی که مایرا به ستارهٔ Canicula تبدیل شد که نام رومی سیریوس بود.

## آثار دیگر
در اثر طنزآمیز «یک داستان واقعی» نوشتهٔ لوسیان، نویسندهٔ سدهٔ دوم میلادی، مردم سیریوس، که در اینجا به‌عنوان جهانی مسکونی توصیف شده‌اند، سپاهی از «کینوبالانی» (مردانی با سر سگ که بر بلوط‌های بال‌دار عظیم سوارند) را برای یاری دادن به شهروندان خورشید در جنگ آن‌ها با ساکنان ماه اعزام می‌کنند. شباهنگ که با گرما پیوند دارد، به‌عنوان هم‌پیمانی مناسب برای قلمرو خورشید در این داستان ظاهر می‌شود.

## آیین پرستش

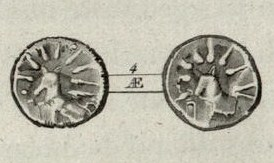
سکه‌ای از جزیرهٔ کیا با نقش ستاره و سگ.

شواهد زیادی دربارهٔ آیین باستانی پرستش شباهنگ باقی نمانده است. در دوران باستان، احتمالاً شباهنگ در جزیرهٔ کیا مورد پرستش قرار می‌گرفت و در دورهٔ هلنیستی قربانی‌هایی در تابستان به افتخار او تقدیم می‌شد، هرچند دربارهٔ وجود چنین آیینی تردیدهایی وجود دارد و حتی اگر این آیین وجود داشته، به‌طور قطع از سدهٔ سوم پیش از میلاد کهن‌تر نبوده است.
مردم کیا طلوع شباهنگ را از فراز تپه‌ای مشاهده می‌کردند؛ اگر این ستاره به‌طور شفاف و درخشان ظاهر می‌شد، نشانه‌ای نیکو برای سلامت بود، اما اگر کم‌نور یا مه‌آلود به نظر می‌رسید، آن را شوم می‌دانستند. شباهنگ همچنین بر روی سکه‌های این جزیره نقش شده بود.